# Фрогмор (коттедж)
Фрогмор (англ. Frogmore) ― исторический коттедж, построенный в 1801 году по указанию королевы Шарлотты в садах близ Фрогмор-хауса. Коттедж является частью королевского поместья Фрогмор и входит в собственность Короны. Он использовался только как частное владение и никогда не был открыт для публики.
После ремонта, произведённого в 2019 году, коттедж представляет собой дом площадью 5 089 футов² (472,8 м²) с четырьмя спальнями, детской и четырьмя ванными комнатами. До ремонта в нём было десять спален. В ходе ремонта также были добавлены две оранжереи, огород и студия для занятий йогой. Коттедж стал резиденцией герцога и герцогини Сассекских в Соединённом Королевстве в 2019 году и был их основным местом жительства до того, как они переехали в Монтесито, штат Калифорния, США. В марте 2023 года агент пары сообщил, что их попросили освободить коттедж.

## История
Коттедж был первоначально известен под названием Double Garden Cottage и был построен за 450 фунтов стерлингов неким мистером Боуэном по приказу королевы Шарлотты. Королева Виктория завтракала в нём 28 июня 1875 года и заметила «огромное количество маленьких лягушек», которых она нашла «совершенно отвратительными». Коттедж был внесён в Список национального наследия Англии II класса с октября 1975 года.

### Арендаторы
Коттедж служил пристанищем для королевы Шарлотты, супруги Георга III, и её незамужних дочерей. Богослов Генри Джеймс-старший и его семья жили в коттедже в 1840-х годах. Личный секретарь королевы Виктории, Абдул Карим, переехал в него в 1897 году вместе с женой и отцом. Великая княгиня Ксения Александровна, пребывавшая в изгнании из родной России после Русской революции останавливалась в коттедже в 1920-х годах.
В начале XXI века коттедж представлял собой серию из пяти отдельных блоков, в которых жили работники Виндзорского поместья. Фрогмор-коттедж был предоставлен в пользование герцогам Сассекским королевой Елизаветой II вскоре после их свадьбы, состоявшейся в 2018 году. До переезда пара проживала в Ноттингемском коттедже на территории Кенсингтонского дворца. В 2019 году дом во Фрогморе был преобразован в коттедж на одну семью с четырьмя спальнями и детской по заявленной стоимости в размере 2,4 миллиона фунтов стерлингов, и герцог и герцогиня Сассекские перебрались туда незадолго до рождения их сына Арчи в мае 2019 года. Коттедж, принадлежащий королевскому дворцу и являющийся объектом культурного наследия, подлежал запланированному ремонту, независимо от того, кто в нём жил. Однако после того, как герцог и герцогиня объявили в январе 2020 года, что они намерены уйти с поста рабочих членов королевской семьи и переехать в Северную Америку, они изъявили желание возместить расходы на реконструкцию коттеджа Фрогмор. В сентябре, как сообщается, от герцогов Сассекских была получена сумма в размере 2,4 миллиона фунтов стерлингов, часть из которых была зачтена в счёт арендных платежей, причитающихся на тот момент. Аренда коттеджа для Сассекских была продлена до марта 2022 года.
В ноябре 2020 года во Фрогмор переехали принцесса Евгения и её муж Джек Бруксбанк. Как сообщалось, герцоги Сассекские предложили Евгении пожить в коттедже, не предупредив об этом королеву. В следующем месяце дом уже был свободен, а от четы Сассекских последовало заявление, что Фрогмор-коттедж остаётся собственностью Её Величества, и они будут продолжать использовать его в качестве своей британской резиденции с её разрешения. В феврале 2022 года было объявлено, что герцог Сассекский планирует продлить аренду коттеджа, что позволит ему оставаться в статусе постоянно проживающего в Великобритании. В мае 2022 года сообщалось, что договор аренды собственности был продлён.
В марте 2023 года появилась информация, что принцу Эндрю, герцогу Йоркскому, проживающему в соседнем особняке Ройял Лодж, в котором насчитывается 30 комнат, было предложено переселиться в коттедж Фрогмор, а герцогам Сассекским ещё в январе 2023 года поступило уведомление с просьбой полностью освободить резиденцию до коронации короля Карла III, которая состоялась в мае того же года.